# Short Music for Short People
Short Music for Short People is een compilatiealbum uitgegeven door het Fat Wreck Chords label. Het bevat 101 bands die een nummer van ongeveer 30 seconden lang spelen. Door technische beperkingen staan de laatste drie nummers allemaal op track 99, omdat een cd gelimiteerd is aan 99 nummers.
Alle nummers zijn speciaal voor dit album geschreven en opgenomen op verzoek van Fat Mike, de eigenaar van Fat Wreck Chords en tevens de vocalist en basgitarist van NOFX.

## Nummers
1. "Short Attention Span" - Fizzy Bangers - 0:08
2. "Anchor" - Less Than Jake - 0:30
3. "Ketchup Soup" - Teen Idols - 0:30
4. "All Cops Are Bastards" - Terrorgruppe - 0:24
5. "Overcoming Learned Behavior" - Good Riddance - 0:27
6. "Quit Yer Job" - Chixdiggit - 0:24
7. "Ready" - The Living End - 0:34
8. "Out Of Hand" - Bad Religion - 0:39
9. "Asian Pride" - Hi-Standard - 0:29
10. "Steamroller Blues" - Aerobitch - 0:26
11. "Doin' Laundry" - Nerf Herder - 0:29
12. "Freegan" - Bigwig - 0:32
13. "Not Again" - Undeclinable Ambuscade - 0:31
14. "Waste Away" - Fury 66 - 0:29
15. "The Radio Still Sucks" - The Ataris - 0:28
16. "Armageddon Singalong" - Unwritten Law - 0:36
17. "Hearts Frozen Soil Sod Once More by the Spring of Rage Despair and Hopelessness" - A.F.I. - 0:32
18. "Farts Are Jazz to Assholes" - Dillinger Four - 0:33
19. "Surf City" - Spread - 0:28
20. "Back to You" - Swingin' Utters - 0:33
21. "Outhouse of Doom" - The Bar Feeders - 0:34
22. "Alienation" - Citizen Fish - 0:32
23. "Family Reunion" - blink-182 - 0:36
24. "Mirror, Signal, Wheelspin" - Goober Patrol - 0:28
25. "Saturday Night" - Killswitch - 0:32
26. "Bedroom Windows" - Enemy You - 0:24
27. "Sara Fisher" - No Use for a Name - 0:30
28. "Ballad of Wilhelm Fink" - Green Day - 0:32
29. "Delraiser Part III: Del on Earth" - Consumed - 0:27
30. "Told You Once" - The Mr. T Experience - 0:11
31. "Randal Gets Drunk" - Lagwagon - 0:28
32. "Fishfuck" - GWAR - 0:32
33. "Howdy Doody in the Woodshed" - The Dickies - 0:32
34. "Long Enough to Forget You" - Samiam - 0:29
35. "Erik Sandin's Stand-In" - Dogpiss - 0:33
36. "We Want The Kids" - 59 Times the Pain - 0:20
37. "Warren's Song Part 8" - Bracket - 0:31
38. "No Fgcnuik" - NoMeansNo - 0:31
39. "I Like Food" - Descendents - 0:17
40. "Triple Track" - Dance Hall Crashers - 0:32
41. "Don Camero Lost His Mind" - Guttermouth - 0:29
42. "X-99" - Limp - 0:38
43. "Faust" - Jughead's Revenge - 0:31
44. "Deny Everything" - Circle Jerks - 0:25
45. "Hand Grenades" - The Offspring - 0:36
46. "Mike Booted Our First Song, So We Recorded This One Instead" - Mad Caddies - 0:28
47. "Union Yes" - The Criminals - 0:34
48. "Dirty Needles" - Screeching Weasel - 0:27
49. "300 Miles" - One Man Army - 0:29
50. "Klawsterfobia" - Strung Out - 0:30
51. "You Don't Know Shit" - Youth Brigade - 0:34
52. "Doin' Fine" - Groovie Ghoulies - 0:27
53. "John For The Working Man" - Tilt - 0:30
54. "A Prayer For The Complete And Utter Eradication Of All Generic Pop-Punk" - Spazz - 0:26
55. "It's A Real Time Thing" - The Damned - 0:31
56. "All My Friends Are In Popular Bands" - 88 Fingers Louie - 0:31
57. "I Hate Puck Rock" - D.O.A. - 0:31
58. "Fun" - Pulley - 0:31
59. "To All The Kids" - The Vandals - 0:28
60. "30 Seconds Till The End Of The World" - Pennywise - 0:32
61. "Get A Grip" - No Fun At All - 0:27
62. "Blatty (Human Egg)" - Sick of It All - 0:32
63. "I Got None" - ALL - 0:29
64. "See Her Pee" - NOFX - 0:32
65. "F.O.F.O.D." - 7 Seconds - 0:31
66. "Blacklisted" - Rancid - 0:27
67. "Chandeliers & Souvenirs" - Diesel Boy - 0:29
68. "Your Kung Fu Is Old...And Now You Must Die" - Adrenalin O.D. - 0:31
69. "My Pants Keep Falling Down" - Frenzal Rhomb - 0:31
70. "I Hate Your Fucking Guts" - The Queers - 0:30
71. "Comin' To Your Town" - D.I. - 0:26
72. "Spray Paint" - Black Flag - 0:32
73. "Rage Against the Machine Are Capitalist Phonies" - White Flag - 0:28
74. "Bring It To An End" - Anti-Flag - 0:28
75. "Not A Happy Man" - Avail - 0:35
76. "Old Mrs. Cuddy" - Real McKenzies - 0:31
77. "Traitor" - Agnostic Front - 0:31
78. "Life Rules 101" - Down by Law - 0:31
79. "Wake Up" - Radio Days - 0:32
80. "Too Bad You Don't Get It" - Useless ID - 0:34
81. "Humanity" - Poison Idea - 0:35
82. "In Your Head" - Men O' Steel - 0:25
83. "Supermarket Forces" - Subhumans - 0:32
84. "Tribute To The Mammal" - Buckwild - 0:22
85. "Pretty Houses" - Lunachicks - 0:28
86. "The Band That Wouldn't Die" - Dwarves - 0:38
87. "Like A Fish In Water" - The Bouncing Souls - 0:34
88. "Turn It Up" - The Almighty Trigger Happy - 0:30
89. "Madam's Apple" - One Hit Wonder - 0:32
90. "Staggering" - Hotbox - 0:28
91. "DMV" - 20% - 0:29
92. "Big Fat Skinhead" - Snuff - 0:30
93. "Pimmel" - The Muffs - 0:34
94. "Mr. Brett, Please Put Down Your Gun" - H2O - 0:30
95. "Wake Up" - Bodyjar - 0:33
96. "Eyez" - Nicotine - 0:26
97. "Another Stale Cartoon" - Satanic Surfers - 0:31
98. "I Don't Mind" - Ten Foot Pole - 0:31
99. "Welcome to Dumpsville, Population You" - Caustic Soda

99. "NY Ranger" - The Misfits
99. "The Count" - Wizo (track 99 duurt 1:25 minuten)